# 30454 Carrillosanchez
30454 Carrillosanchez este o planetă minoră (asteroid), cu un diametru de 8,235 km, din centura de asteroizi. A fost descoperită pe 4 iulie 2000 la Stația Anderson Mesa de Lowell Observatory Near-Earth-Object Search. 
Obiectul prezintă o orbită caracterizată de o semiaxă mare de 3,1320444 UAi, o excentricitate de 0,03, o înclinație de 8,88339 ° în raport cu ecliptica.